# ArcelorMittal Bremen
53°07′17.1″ пн. ш. 8°41′30.5″ сх. д. / 53.121417° пн. ш. 8.691806° сх. д.

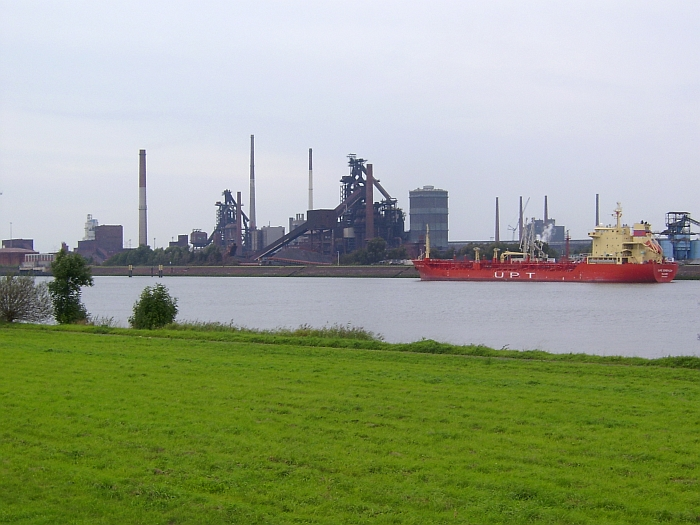
Вид на завод з лівого берега річки Везер.

ArcelorMittal Bremen (АрселорМіттал Бремен) — металургійний завод з повним металургійним циклом в Німеччині, у місті Бремен. Заснований 1954 року.

## Історія
1908 року на місці сучасного заводу було побудовано металургійний завод «Norddeutsche Hutte», на якому на двох доменних печах виплавлявся чавун. Для подальшої переробки на сталь чавун вирушав на заводи в Рурський регіон. З 1918 року компанія мала свою власну вугільну шахту під Дортмундом, вугілля якої використовувалося для виробництва коксу. Під час Другої світової війни на заводі використовувалася примусова праця. Спроби впровадити на заводі повний металургійний цикл, що робилися після війни, були невдалими і доменні печі було демонтовано, однак коксохімічний завод продовжив роботу.
1954 року залишки заводу і землі навколо нього придбала компанія «Клекнерверке» (нім. Klöckner-Werke), яка побудувала тут новий завод з повним металурійним циклом. З 1957 року на заводі запрацював мартенівський цех, а 1958 було задуто першу доменну піч на новому заводі. 1966 року на заводі було 3 доменних печі, а 1968 року мартенівські печі було замінено на киснево-конвертерне відділення.
З 16 березня 2006 року завод мав назву «Arcelor Bremen GmbH». 2007 року, після об'єднання Arcelor і Mittal, завод отримав назву «АрселорМіттал Бремен».

## Сучасність
Сьогодні на заводі працюють 2 доменних печі об'ємом 1424 м³ і 2688 м³, [джерело?] киснево-конверторний цех, установка безперервного розливання сталі, прокатне виробництво. На заводі працює 2862 працівники.